# Reboot (ficção)
Reboot (palavra da língua inglesa que significa "reinício") designa uma nova versão de uma obra de ficção. Um reboot difere do remake e da prequela, que normalmente, são consistentes com o cânone previamente estabelecido. O remake se propõe a refazer um filme, livro, série de TV ou jogo eletrônico, mantendo personagens, eventos, ou mesmo toda a história. Uma prequela conta uma história inicial que não tenha sido encenada antes, sendo capaz de "corrigir" através do retcon, alguns aspectos até mesmo criar uma inconsistência com o histórico existente. Geralmente são realizadas pela mesma equipe criativa envolvida na continuidade. Um reboot vai mais além, e ignora a continuidade anterior, substituindo-a por um novo cânone.